# Friedrich Wilhelm Barthold
Friedrich Wilhelm Barthold (Berlin, 1799. szeptember 4. – Greifswald, 1858. január 14.) német történész. 

## Pályája
1817-től a hittudományokkal foglalkozott, Berlinben azonban Wilken buzdítására a történelemre adta magát és Raumer és Wachler tanítványa lett. Azután Striesában, Boroszló mellett, házi tanító volt és itt írta első történeti munkáját (Johann von Werth im nächsten Zusammenhang mit seiner Zeit; Berlin, 1826). Még ugyanazon esztendőben a königsbergi Frigyes-kollégium tanára lett. Der Römerzug König Heinrich's von Lützelburg című munkája (Königsberg 1830-31. 2 kötet) alapján Greifswaldba hívták meg a történelem tanárául, ahol haláláig működött. Számos jeles értekezést írt Raumernek Historisches Taschenbuch című folyóiratába, melyek részben külön kiadásban is megjelentek.

## Művei
- Georg von Frundsberg, oder das deutsche Kriegshandwerk zur Zeit der Reformation (Hamburg, 1833)
- Geschichte von Rügen und Pommern (Hamburg, 1839-45. 5 kötet)
- Geschichte des grossen deutschen Kriegs vom Tode Gustav Adolfs ab (Stuttgart, 1841-43, 2 kötet)
- Die geschichtlichen Persönlichkeiten in Jakob Casanovas Memoiren (Berlin, 1846)
- Geschichte der Fruchtbringenden Gesellschaft (1848)
- Deutschland und die Hugenotten (Brema, 1848, 1 kötet)
- Geschichte der Kriegsverfassung und des Kriegswesens der Deutschen (2. kiad. Lipcse, 1854)
- Geschichte der deutschen Städte und des deutschen Bürgertums (1850-52, 4 kötet)
- Geschichte der deutschen Hansa (1853-54, 3 kötet)
- Soest, die Stadt der Engern (Soest, 1855)